# 金山下
金山下（きんざんしも）は、鹿児島県いちき串木野市の町。郵便番号は896-0074。人口は64人、世帯数は27世帯（2020年10月1日現在）。

## 地理
いちき串木野市の中部、金山川中流域に位置する。町域の北方には薩摩川内市都町、東方には金山、南方には薩摩山、西方には野下にそれぞれ接している。
町域の中央部を国道3号、南九州西回り自動車道、九州旅客鉄道鹿児島本線が通る。

## 歴史
2011年（平成23年）10月11日にいちき串木野市が実施した「町名等整理事業」により大字下名の字西岩坂、岩坂、大切、六番口、櫻壱里、斧研、鉄砲平、角石、鉄砲腹、東鉄砲腹、水車平、深迫、児玉迫の区域よりいちき串木野市の町「金山下」として設置された。

### 町域の変遷
| 変更後         | 変更年             | 変更前           |
| -------------- | ------------------ | ---------------- |
| 金山下（新設） | 2011年（平成23年） | 大字下名（一部） |

## 人口
以下の表は国勢調査による小地域集計の人口推移である。
| 年                 | 人口 |
| ------------------ | ---- |
| 2015年（平成27年） | 76   |
| 2020年（令和2年）  | 64   |

## 教育

### 小・中学校の学区
市立小・中学校に通う場合、学区（校区）は以下の通りとなる。
| 町丁   | 地区 | 小学校                   | 中学校                         |
| ------ | ---- | ------------------------ | ------------------------------ |
| 金山下 | 全域 | いちき串木野市立旭小学校 | いちき串木野市立串木野西中学校 |

## 交通

### 道路
一般国道
- 国道3号
- 南九州西回り自動車道（国道3号バイパス）

### 鉄道
- 九州旅客鉄道鹿児島本線